# فلب فلابرز
فلب فلابرز (باليابانية: フリップフラッパーズ) مسلسل أنمي تلفزيوني من تأليف بيور إلوجنيست وإنتاج إستديو 3Hz واخراج كيوتاكا أوشياما، عرض في عام 2016.

## القصة
تدور القصة حول فتاتين، بابيكا وكوكونا. تخوضان في مغامرة عجيبة إلى بعدٍ آخر يُعرف باسم بيور آليوجينست وفيه تقبع كريستالة تستطيع أن تحقق أمنية أي شخص. تجد بابيكا وكوكونا العديد من المعوقات وأخطار في مغامرتهما.

## الشخصيات
- بابيكا (باليابانية: パピカ)

مؤدي الصوت: ماو إيتشيميتشي.
- كوكونا (باليابانية: ココナ)

مؤدي الصوت: مينامي تاكاهاشي.
- ياياكا (باليابانية: ヤヤカ)

مؤدي الصوت: أياكا أوهاشي.

## روابط أضافية
- الموقع الرسمي
 (باليابانية)
- 18177 في شبكة أخبار الأنمي
- فلب فلابرز على موقع IMDb (الإنجليزية)
- فلب فلابرز على موقع فيلمافينيتي (الإسبانية)
- فلب فلابرز على موقع كينوبويسك (الروسية)
- فلب فلابرز على موقع قاعدة بيانات الفيلم (الإنجليزية)
- فلب فلابرز على موقع ANN anime (الإنجليزية)